# Vincent Chicharo
Vincent Chicharo, né le 20 octobre 1967 à Fumel, est un footballeur français d'origine portugais. 
Il a joué à l’AS Saint-Étienne en tant que joueur professionnel, au poste d’attaquant.
Au total, il a disputé 31 matchs en Division 1 avec l'ASSE.

## Carrière
- 1987-1990 : AS Saint-Étienne
- 1990-1991 : SAS Épinal
- 1991-1992 : Olympique Alès
- 1992-1994 : Blagnac FC
- 1994-1996 : Château-Thierry
- 1996-1998 : ES Viry-Châtillon[1]